# Girls Like Magic
Pour plus de détails, voir Fiche technique et Distribution.
Girls Like Magic est un film d'amour britannico-américain réalisé par Kit Williamson, sorti en 2017.

## Fiche technique
- Titre original : Girls Like Magic
- Réalisation : Kit Williamson
- Scénario : Julia Eringer
- Producteur :
- Société de production :
- Pays d'origine :  Royaume-Uni  États-Unis
- Langue originale : anglais
- Genre : Romance saphique
- Lieu de tournage :
- Durée : 80 minutes (1 h 20)
- Date de sortie :
  -  États-Unis 2017

## Distribution
- Julia Eringer : Magic
- Brea Grant : Casey
- Shantell Yasmine Abeydeera : Jamie
- Stephanie Drake : Honey
- Dominic Adams : Jacob
- Silvia Baldassini : Friend
- Porter Kelly : Shelly
- Cody Kennedy : Summer
- Allen Kepler : Henry
- Vee Kumari : Rekha, la mère de Jamie
- Geordie Robinson (en) : Grey
- Emily Somers : Helen
- Sarah Uplinger : la serveuse